# 삼성 갤럭시 A10e
삼성 갤럭시 A10e는 삼성 갤럭시 A 시리즈에 속한 제품이다. 가격은 20만원 초반대로 저렴하다. 고사양 게임은 버벅거리며 인터넷 웹서핑으로는 문제 없다,현재 안드로이드 11까지 업데이트되었다.얼굴인식은 탑재되 있으나 지문인식은 탑재 되지 않았다.

## 같이 보기
- 삼성 갤럭시 A 시리즈
- 삼성
- ZEM
- 키위플레이